# Taro (moneta)
Taro (od arabskiego طري ṭarī, w dosł. tłumaczeniu "świeżo wybite pieniądze") było chrześcijańskim określeniem monety pochodzenia islamskiego wybijanej w Sycylii, Malcie oraz Południowych Włoszech. 
W Sycylii oraz innych częściach Włoch była bita od wczesnego średniowiecza w złocie, o masie ok. 1 grama, od XIII do końca XVIII w. w srebrze.
Na Malcie funkcjonowała jako jednostka monetarna zakonu joannitów o wartości 20 grano lub 1/12 skuda. Przyjęta z Sycylii, bita w latach 1530–1798, w końcu XX wieku jedynie w celach kolekcjonerskich.